# Ralph Bellamy
Ralph Rexford Bellamy (Chicago, 17 de junho de 1904 — Santa Mônica, 29 de novembro de 1991) foi um ator americano.

## Biografia
Começou a atuar aos 18 anos em um grupo de teatro amador e em 1927 criou sua própria companhia. Foi um dos atores norte-americanos que em mais produções atuou (mais de 140), desde que começou a participar de filmes B na década de 1940.
Ganhou fama e prestígio ao interpretar o ex-presidente Franklin Roosevelt, em 1960, no filme Sunrise at Campobello. Em 1987, ganhou um Oscar honorário pelo conjunto de sua obra e pela contribuição ao cinema americano.
Alguns dos seus filmes mais conhecidos pelo grande público são: Jejum de Amor, A Hipócrita, Os Profissionais, O Bebê de Rosemary e Trocando as Bolas (com Eddie Murphy).
Casou-se quatro vezes, sendo que os três primeiros casamentos terminaram em divórcio. O último, com Alice Murphy, durou até a morte dela, em 1991. O primeiro e o segundo deram-lhe dois filhos.
Bellamy morreu em 29 de novembro de 1991, em Saint John's Health Center em Santa Monica, Califórnia, de uma doença pulmonar. Ele tinha 87 anos de idade. Bellamy foi enterrado no cemitério Forest Lawn - Hollywood Hills Cemetery, em Los Angeles.

## Filmografia parcial[2]
- 1931 The Secret Six
- 1931 The Magnificent Lie
- 1931 Surrender
- 1932 Forbidden
- 1932 Rebecca of Sunnybrook Farm
- 1932 Air Mail
- 1933 Second Hand Wife
- 1933 Destination Unknown
- 1933 The Picture Snatcher
- 1933 Flying Devils
- 1933 Ace of Aces
- 1934 Spitfire
- 1934 This Man Is Mine
- 1935 Helldorado
- 1935 Gigolette
- 1935 Hands Across the Table
- 1936 Dangerous Intrigue
- 1936 The Man Who Lived Twice
- 1937 Let's Get Married
- 1937 The Awful Truth
- 1938 Fools for Scandal
- 1938 Boy Meets Girl
- 1938 Carefree
- 1939 Trade Winds
- 1939 Let Us Live
- 1939 Blind Alley
- 1940 His Girl Friday
- 1940 Brother Orchid
- 1940 Flight Angels
- 1940 Dance Girl Dance
- 1941 Footsteps in the Dark
- 1941 Affectionately Yours
- 1941 Dive Bomber
- 1941 The Wolf Man
- 1942 The Ghost of Frankenstein
- 1942 Lady in a Jam
- 1944 Guest in the House
- 1945 Delightfully Dangerous
- 1945 Lady on a Train
- 1955 The Court-Martial of Billy Mitchell
- 1960 Sunrise at Campobello
- 1966 The Professionals
- 1968 Rosemary's Baby
- 1971 Doctors' Wives
- 1972 Cancel My Reservation
- 1977 Oh God!
- 1983 Trading Places
- 1987 Disorderlies
- 1987 Amazon Women on the Moon
- 1988 Coming to America
- 1988 The Good Mother
- 1990 Pretty Woman